# Uwajszijja
Uwajszijja (arab. عويشية) – miejscowość w Syrii, w muhafazie Aleppo. W 2004 roku liczyła 2218 mieszkańców.